# Ljungvicker
Ljungvicker (Vicia orobus) är en ärtväxtart som beskrevs av Dc.. Enligt Catalogue of Life ingår Ljungvicker i släktet vickrar och familjen ärtväxter, men enligt Dyntaxa är tillhörigheten istället släktet vickrar och familjen ärtväxter. IUCN kategoriserar arten globalt som livskraftig. Arten förekommer tillfälligt i Sverige, men reproducerar sig inte. Inga underarter finns listade i Catalogue of Life.

## Bildgalleri

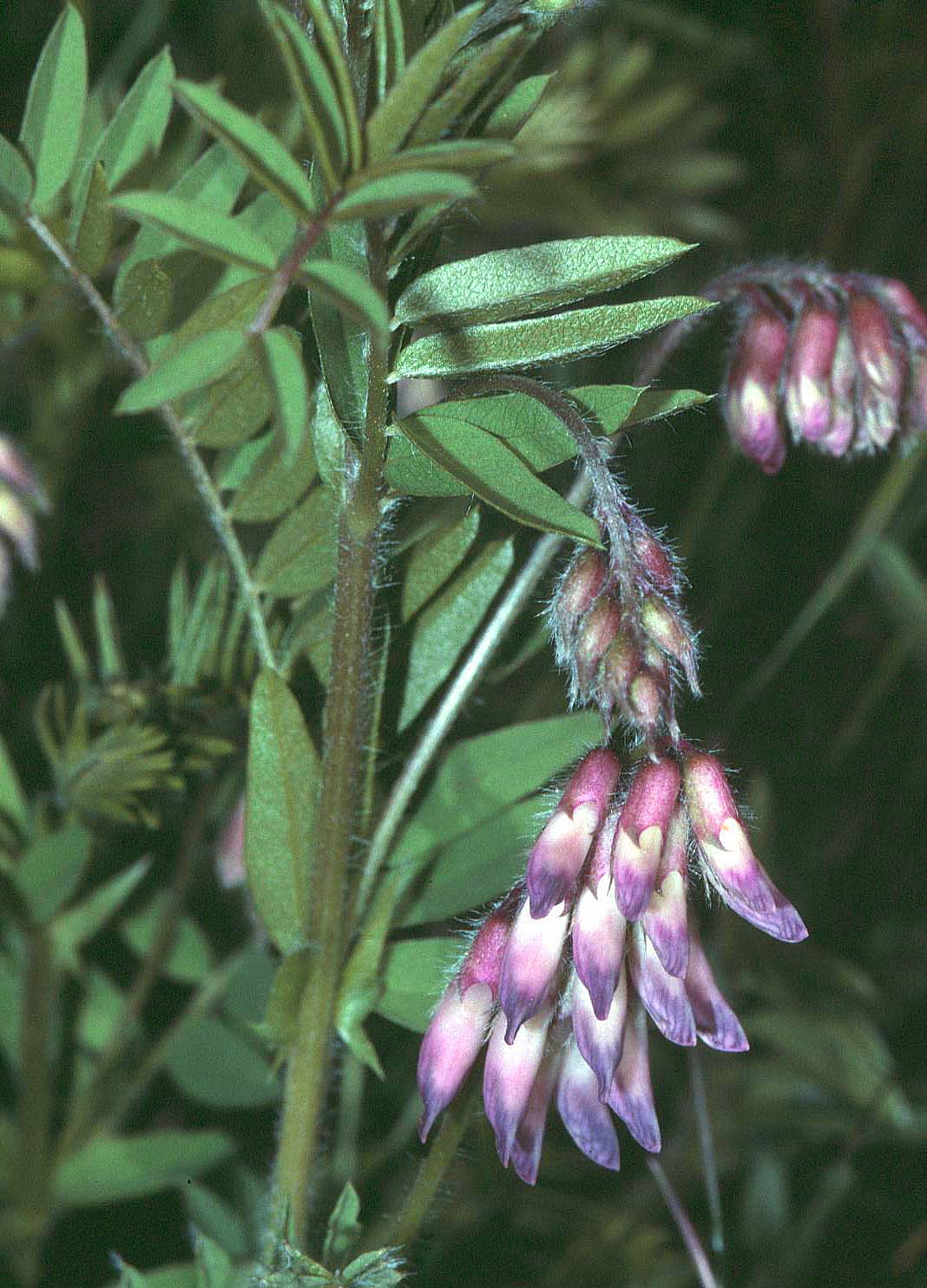
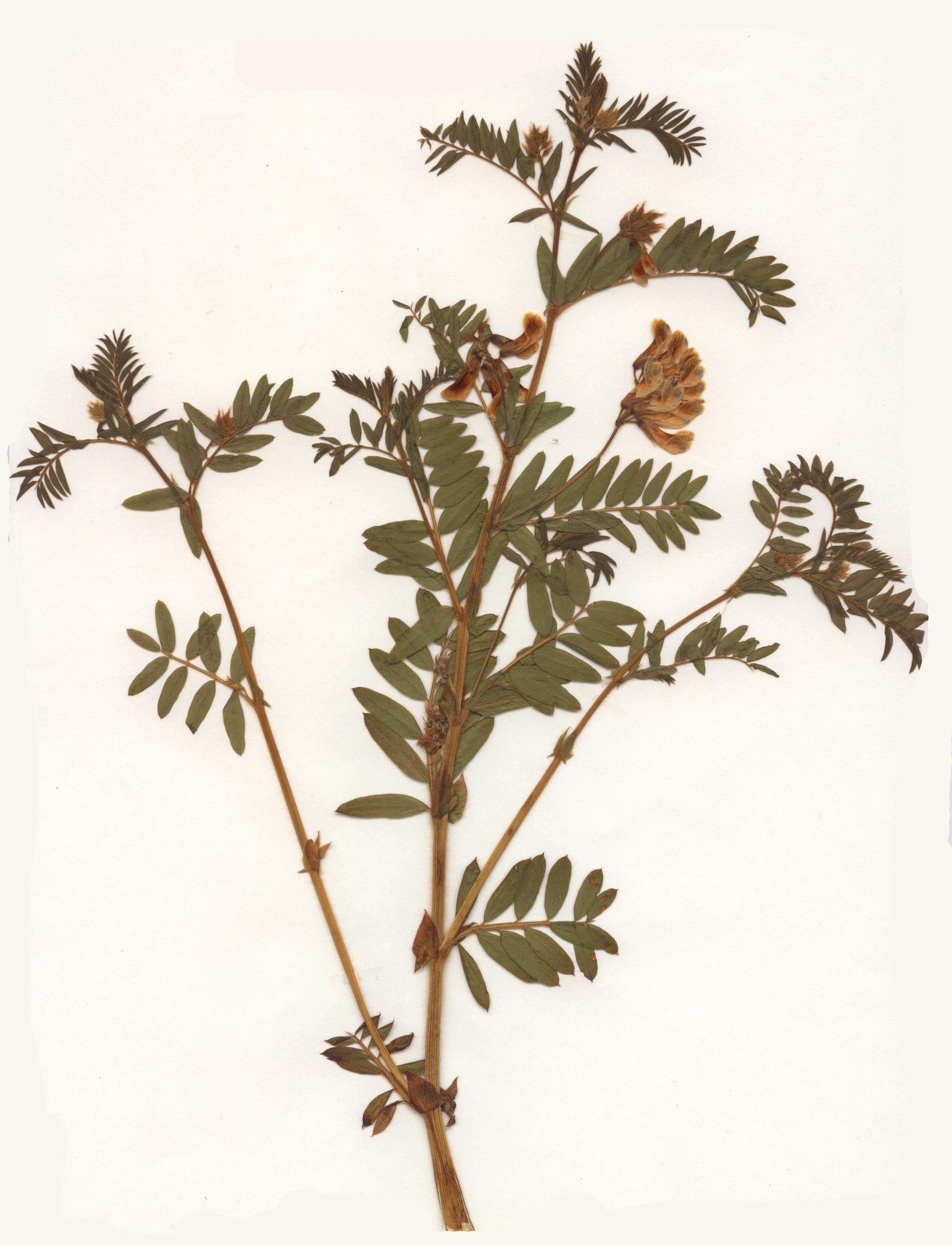
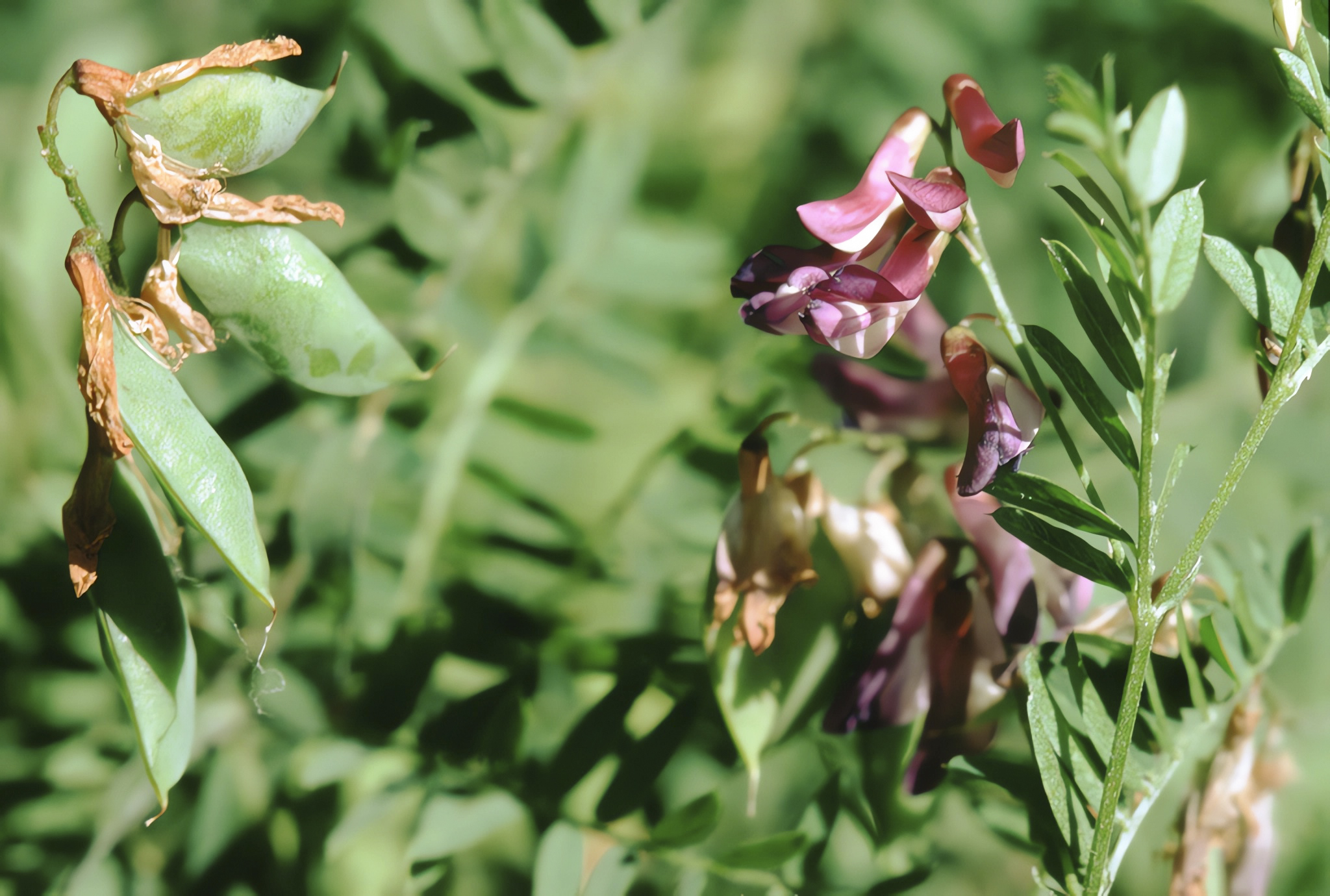
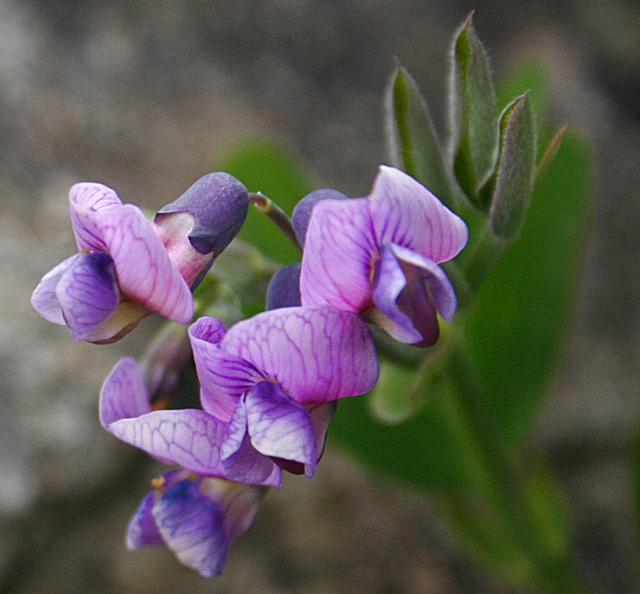